# KGM Tivoli
Pour les articles homonymes, voir Tivoli (homonymie).
Le KGM Tivoli est un SUV du constructeur automobile sud-coréen SsangYong, devenu KG Mobility en 2022, et produit depuis mi-2015 après sa présentation au Salon international de l'automobile de Genève 2015.

## Présentation
La voiture est nommée d'après la ville italienne de Tivoli, Latium. Elle est choisie car elle peut se lire comme un palindrome qui donne de droite à gauche : « I lov it ».
En mai 2019, SsangYong présente la version restylée du Tivoli. Les phares et le pare-chocs avant sont redessinés et un nouveau système multimédia de 9 pouces fait son apparition. L'instrumentation numérique est désormais disponible.
Il y a également des changements pour les moteurs, car, à présent, l'essence 1.5 T-GDI de 163 ch et le diesel 160 e-XDI de 115 ch sont proposés.

SsangYong Tivoli - Face avant
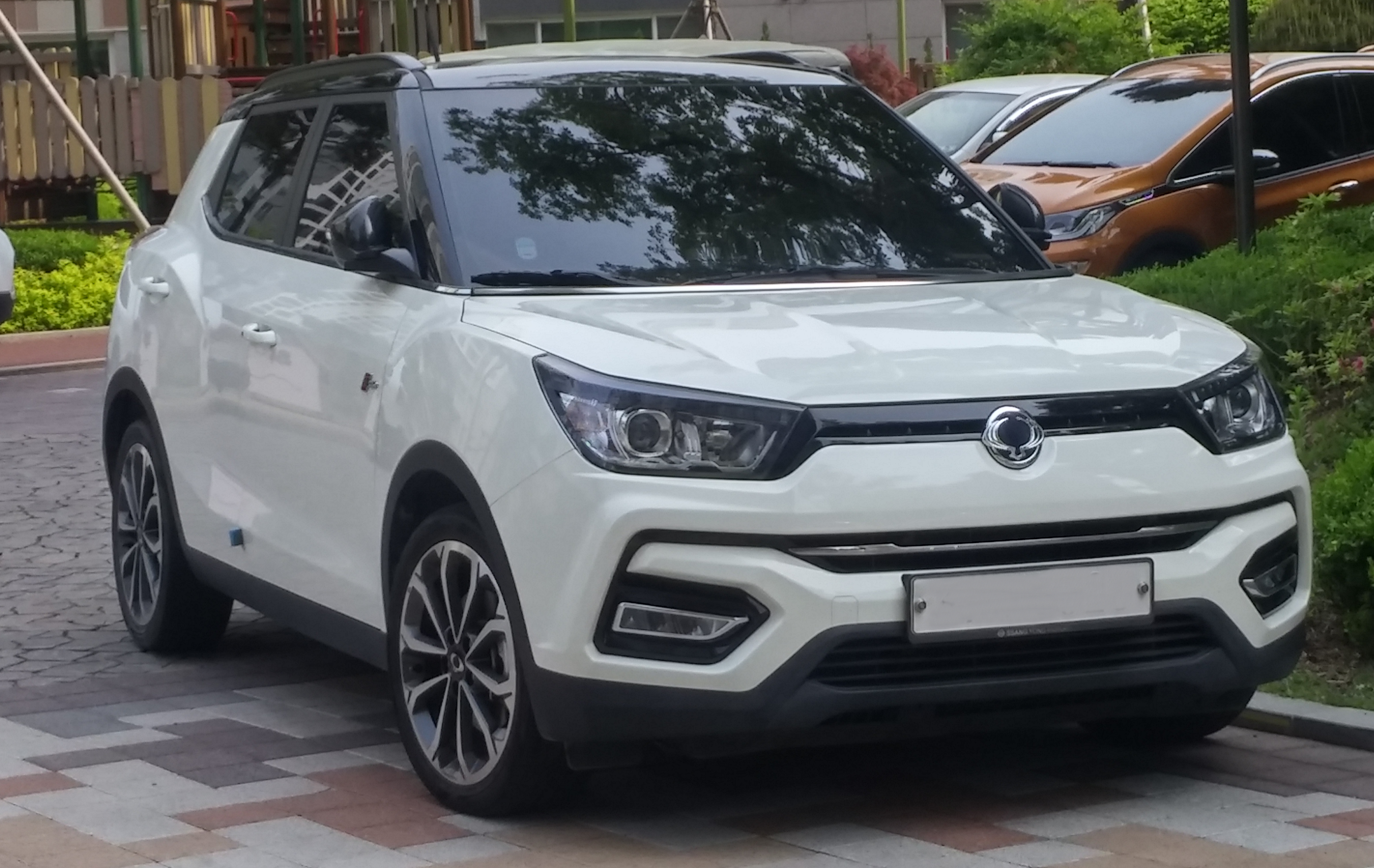
Version 4WD
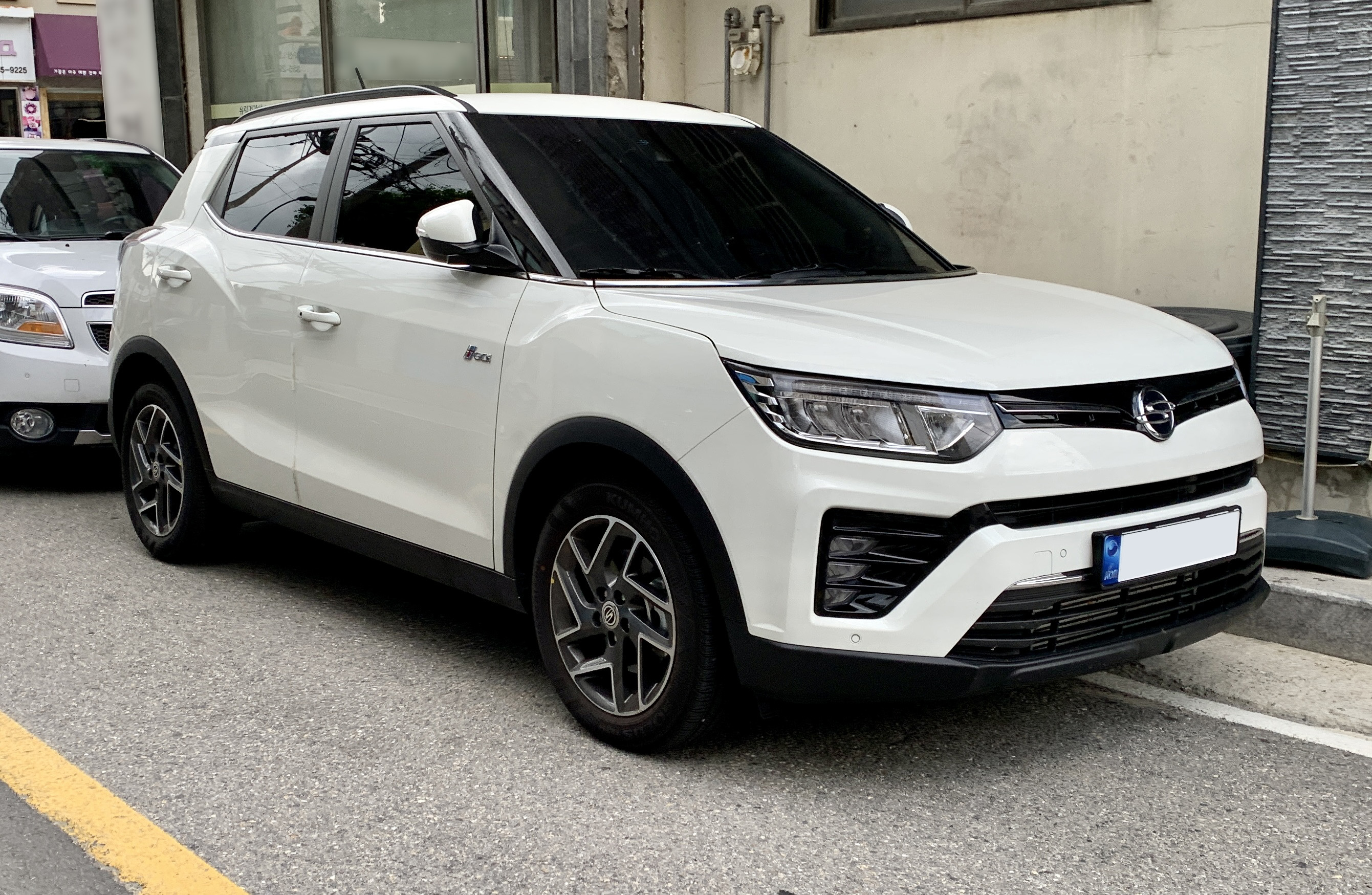
Version 2WD

### SsangYong XLV
Au salon de Genève 2016, SsangYong présente une version allongée de son Tivoli, le XLV - attendu dans un premier temps comme un Tivoli 7 places, il n'est finalement disponible qu'en 5 places, offrant un volume de coffre plus important avec 720 l.

### Phase 2
Fin 2019, SsangYong présente la version restylée du Tivoli et en profite pour remplacer son 4-cylindres 1,6 litre atmosphérique par un trois cylindres de 1,2 L  turbocompressé développant 128 ch et 230 N m.
SsangYong Grand Tivoli
La version allongée XLV devient Grand Tivoli à l'occasion du restylage de la version courte en 2019.

### Phase 3
En février 2024, KG Mobility, nouveau propriétaire de SsangYong, présente la KGM Tivoli (et Grand Tivoli), qui représente le second restylage du SUV et dont la face avant s'inspire du KGM Torres.

## Motorisations
Il est initialement disponible en Europe en deux motorisations : 1,6 L essence de 128 ch et 1,6 L diesel de 115 ch. Il est proposé en deux types de transmission : 2 ou 4 roues motrices. Le moteur 1.6 L essence est ensuite remplacé par un 1.2L essence de même puissance mais en 3 cylindres et alimenté par un turbo. Enfin, un 1.5 L essence 4 cylindres vient coiffer la gamme avec 163 ch (120KW). Le moteur diesel 1.6 L  voit sa puissance augmentée à 136 ch (100KW). 
| Logo de SsangYong                                 | SsangYong Tivoli                           | SsangYong Tivoli                           | SsangYong Tivoli                           |           |
| Logo de SsangYong                                 | 160 e-GDI                                  | 1.5 T-GDI                                  | 160 e-XDI                                  | 160 e-XDI |
| ------------------------------------------------- | ------------------------------------------ | ------------------------------------------ | ------------------------------------------ | --------- |
| Carburant                                         | Essence                                    | Essence                                    | Diesel                                     |           |
| Moteur                                            | 4-cylindres en ligne                       | 4-cylindres en ligne                       | 4-cylindres en ligne                       |           |
| Alimentation                                      | Athmosphérique                             | Turbocompressé                             | Turbocompressé                             |           |
| Cylindrée (cm3)                                   | 1597                                       | 1 597                                      | 1 597                                      |           |
| Puissance maximale ch (kW)                        | 128 (94)                                   | 115 (85)                                   | 136 (100)                                  |           |
| au régime de (tr/min)                             | 5 000 à 6 000                              | 4 400                                      | 4 400                                      |           |
| Couple maximal (N m)                              | 160                                        | 300                                        | 320                                        |           |
| au régime de (tr/min)                             | 4 600                                      | 4 000                                      | 1 500                                      |           |
| Boîte de vitesses                                 | Manuelle 6 rapports Automatique 8 rapports | Manuelle 6 rapports Automatique 8 rapports | Manuelle 6 rapports Automatique 8 rapports |           |
| Transmission                                      | Intégrale                                  | Intégrale                                  | Intégrale                                  |           |
| Vitesse maximale (km/h)                           | 181                                        | 175                                        | 175                                        |           |
| 0-100 km/h (s)                                    |                                            |                                            |                                            |           |
| Consommation (L/100 km) urbain/extra-urbain/mixte | 9,4/6,5/7,5                                | 3,9/4,3/5,1                                | 3,9/4,3/5,1                                |           |
| Émissions de CO2 (g/km)                           | 164                                        | 113                                        |                                            |           |
| Masse à vide (kg)                                 |                                            | 1 270                                      | 1 270                                      |           |
| Capacité du réservoir (L)                         | 47                                         | 47                                         | 47                                         |           |
| Norme environnementale                            | Euro 6d-Temp                               | Euro 6d-Temp                               | Euro 6d-Temp                               |           |

## Finitions
- Urban
- Sport
- Luxury

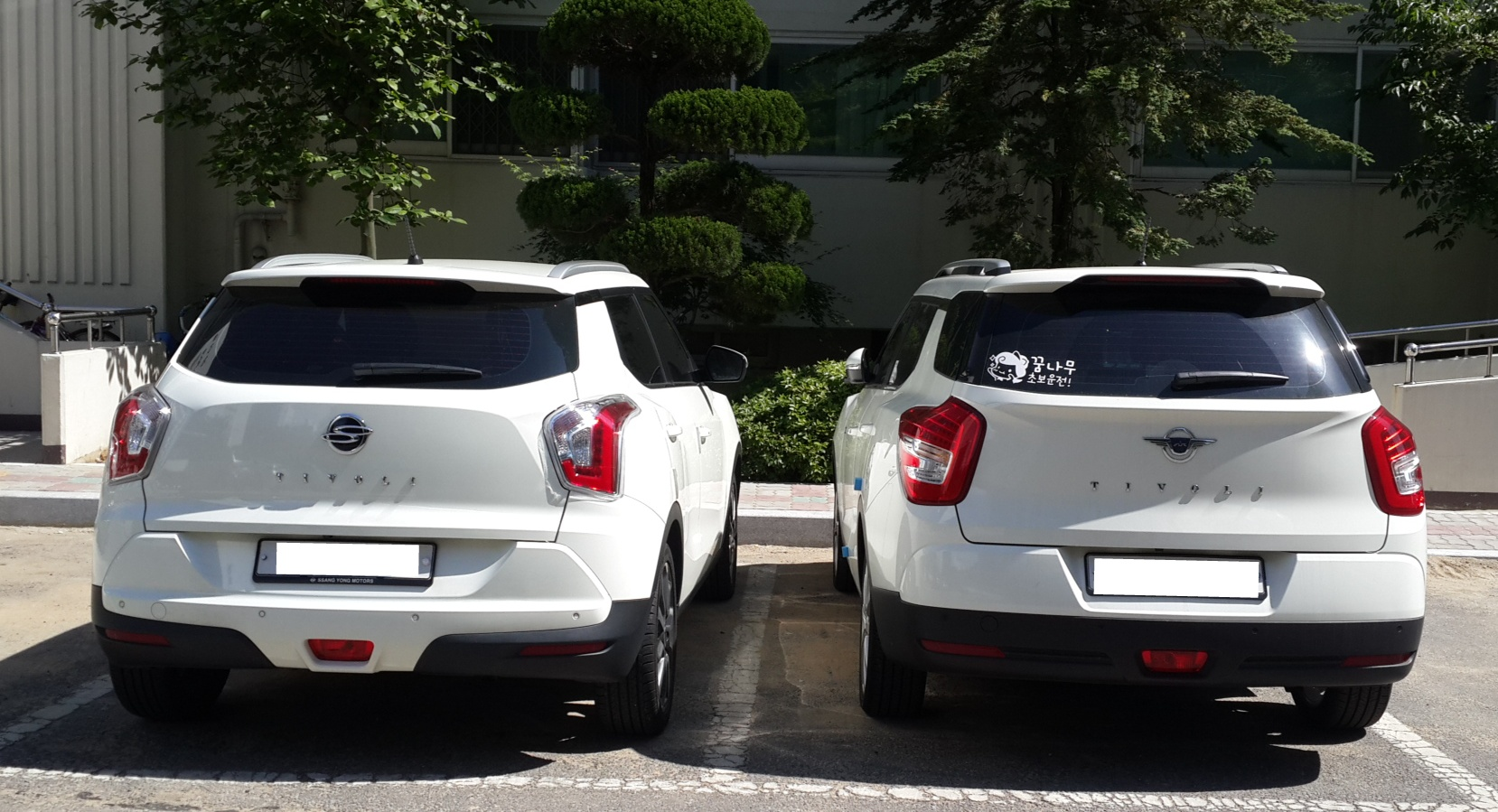
SsangYong Tivoli (à gauche) et Tivoli XLV (à droite) vues de l'arrière

Suivant les marchés (notamment en Belgique) :
- Chrystal
- Quartz
- Sapphire

Phase 3
- Amber[8]
- Sapphire
- Diamond Cut